# Укратус
Укратус — река в Тевризском и Тарском районах Омской области России. Устье реки находится в 282 км по правому берегу реки Туй. Длина реки составляет 45 км.

## Притоки
- 16 км: Большая Речка (пр)
- 22 км: Малая Речка (пр)
- 30 км: река без названия (пр)

## Данные водного реестра
По данным государственного водного реестра России относится к Иртышскому бассейновому округу, водохозяйственный участок реки — Иртыш от впадения реки Омь до впадения реки Ишим, без реки Оша, речной подбассейн реки — бассейны притоков Иртыша до впадения Ишима. Речной бассейн реки — Иртыш.